# Karl Clam-Martinic

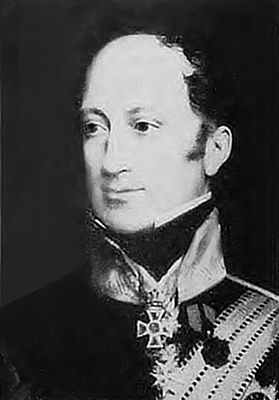
Graf Karl Johann Nepomuk Gabriel Clam-Martinic

Graf Karl Johann Nepomuk Gabriel Clam-Martinic (23. Mai 1792 in Prag – 29. Januar 1840 in Wien) war ein österreichischer Staatsmann und Feldmarschalleutnant.

## Leben

### Herkunft und Familie

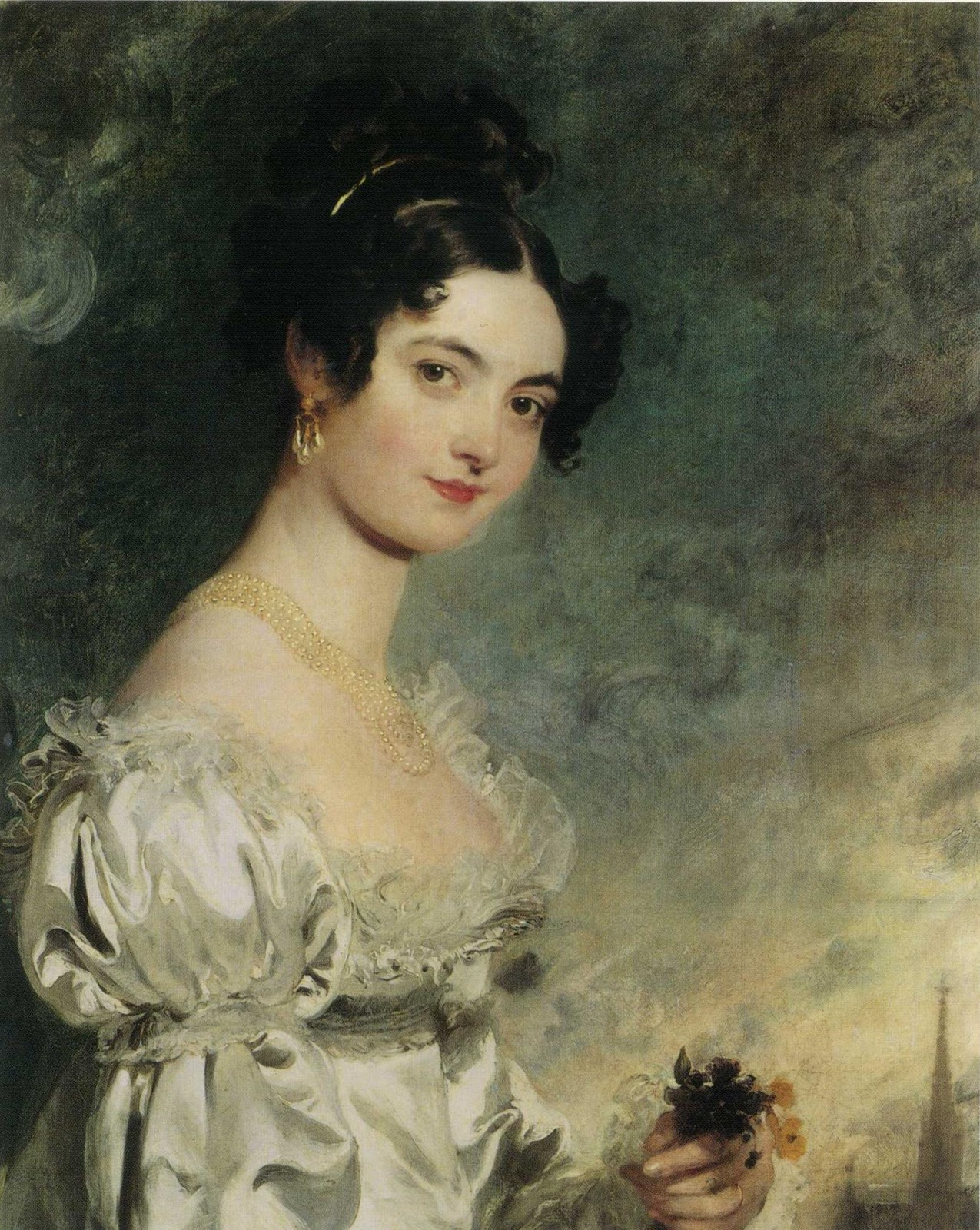
Gräfin Selina Clam-Martinic, Gemälde von Thomas Lawrence (1819)

Karl war Angehöriger der älteren Linie der Grafen Clam-Martinic. Seine Eltern waren Carl Joseph von Clam-Martinic und Maria Anna Gräfin Borita von Martinitz (geb. 1769). Aus einer Affäre mit Prinzessin Dorothea von Kurland (1793–1862) ist eventuell eine Tochter entstanden. 
Er vermählte sich 1821 mit Selina Meade (1797–1872), Tochter von Richard Meade, 2. Earl of Clanwilliam (1766–1805). Aus der Ehe sind mehrere Kinder hervorgegangen, darunter der Staatsmann Heinrich Jaroslaw Clam-Martinic (1826–1887), sowie:
- Caroline Marie Johanne Nepomucena Josepha Paulina Pia (* 11. Juli 1822)
- Maria Christiana Eleon Aloisia (* 24. Juli 1827)
- Richard Maria Karl Joseph Gregor (* 12. März 1832; † 19. November 1891), Träger den Goldenen Vließ ⚭ 1860 Luisa von Bombelles (* 29. Juli 1836), Eltern von Heinrich Clam-Martinic

### Werdegang
Clam-Martinic widmete sich zunächst dem Studium der Rechtswissenschaften, als er sich unter dem Eindruck der Koalitionskriege zur Offizierslaufbahn umentschied. Im Jahr 1809 schloss er sich dem Freikorps Kinsky an. Als Flügeladjutant stand er ab 1812 Feldmarschall Fürst Schwarzenberg zur Seite. Als Oberst war er auch Kommandant des Kürassier-Regiments (Nr. 4). Er begleitete mit Feldmarschalleutnant Koller Napoleon auf die Insel Elba und wurde auf den Wiener Kongress entsandt. Hiernach wurden ihm verschieden diplomatische Sendungen anvertraut, insbesondere (1824, 1826) nach Russland. Er avancierte 1830 zum Generalmajor und Hofkriegsrat. Schon im Folgejahr stand er erneut Gesandtschaften in Mailand, Olmütz und Preußen vor, wurde schließlich 1835 mit der Inthronisierung Ferdinands I. auch dessen Generaladjutant. Wenig später wurde er Chef der Militärsektion im Staatsrat, ein Posten, welcher der Machtfülle eines Kriegsministers gleichkam. Seine Beförderung zum Feldmarschalleutnant erfolgte 1837. Er war zudem Wirklicher Geheimer Rat und Kämmerer sowie Erbherr auf Clam, Außenstein, Innernstein, Arbing, Smerzna und Schlan.

## Schriften
- Vorlesungen aus dem Gebiete der Kriegskunst. Ein Handbuch für Offiziers, Wien 1823 (Digitalisat)